# Abat-jour
Abat-jour eller Abajour (från franskan), takfönster. Även ett lodrätt stående fönster, nedtill utifrån försett med en snett ställd skärm, varigenom utsikten stänges, under det att dagsljuset likväl kan intränga, till exempel i fängelser.
Det är också ett lodrätt stående fönster med gångjärn i den undre ramen så att det står lutande snett inåt när det är öppnat.
Abat-jour är även ett äldre ord för lampskärm.